# James L. Walker
James L. Walker (Manchester, Anglaterra; 1845 - Nou Laredo, Tamaulipas; 2 d'abril de 1904) fou un filòsof de l'egoisme i escriptor anarquista britànic. El seu nom real era James Walker, però adoptaria posteriorment, ja gairebé en la maduresa, la signatura «James L. Walker».

## Biografia
Walker nasqué al juny de 1845 a Manchester, Anglaterra. Viatja per Regne Unit, Alemanya i França, i posteriorment s'instal·la als Estats Units. Es casa el 1865 amb Katharine Smith, d'Illinois. Entre 1886-1887, Walker, amb l'àlies Tak Kak, publica nombrosos articles en el diari Liberty, òrgan pioner de l'anarquisme filosòfic, editat a Boston per Benjamin R. Tucker. Viatja assíduament a Mèxic, on s'instal·larà en algunes ocasions. Mor a Mèxic per la febre groga el 2 d'abril de 1904.
El 1905 Katharine Walker, amb el material recopilat per Geòrgia i Henry Replogle —editors entre 1890 i 1897 del diari Egoism— publica a Denver un assaig pòstum de James L. Walker, The Philosophy of Egoism. Més tard es publica un article de James L. Walker en la introducció de l'edició anglesa del 1907 de The Ego and His Own de Max Stirner, traduïda per Steven T. Byington i editada per Benjamin R. Tucker.